# Campeonato Argentino de Mayores 1982
El Campeonato Argentino de Mayores de 1982 fue la trigésimo-octava edición del torneo de uniones regionales organizado por la Unión Argentina de Rugby. Se llevó a cabo entre el 23 de mayo y el 2 de octubre de 1982. 
La Unión Sanjuanina de Rugby fue designada por primera vez como sede de las fases finales del torneo, habiendo anteriormente solo hospedado las fases finales del Campeonato Argentino Juvenil de 1979. Además, participaron por primera vez del torneo la Unión de Rugby de Misiones y la Unión Santiagueña de Rugby, uniones regionales afiliadas a la UAR en 1981 y 1982, respectivamente.
La Unión de Rugby de Tucumán y Buenos Aires repitieron la final de la edición interior, con el equipo de la UAR imponiéndose 59-19 y consiguiendo su vigésimo título.

## Equipos participantes
Participaron de esta edición diecinueve equipos: dieciocho uniones provinciales y la Unión Argentina de Rugby, representada por el seleccionado de Buenos Aires. 
| Equipo              | Unión                                                |
| ------------------- | ---------------------------------------------------- |
| Alto Valle          | Unión de Rugby del Alto Valle de Río Negro y Neuquén |
| Austral             | Unión de Rugby Austral                               |
| Buenos Aires        | Unión Argentina de Rugby                             |
| Chubut              | Unión de Rugby del Valle del Chubut                  |
| Córdoba             | Unión Cordobesa de Rugby                             |
| Cuyo                | Unión de Rugby de Cuyo                               |
| Entre Ríos          | Unión Entrerriana de Rugby                           |
| Jujuy               | Unión Jujeña de Rugby                                |
| Mar del Plata       | Unión de Rugby de Mar del Plata                      |
| Misiones            | Unión de Rugby de Misiones                           |
| Nordeste            | Unión de Rugby del Nordeste                          |
| Rosario             | Unión de Rugby de Rosario                            |
| Salta               | Unión de Rugby de Salta                              |
| San Juan            | Unión Sanjuanina de Rugby                            |
| Santa Fe            | Unión Santafesina de Rugby                           |
| Santiago del Estero | Unión Santiagueña de Rugby                           |
| Sur                 | Unión de Rugby del Sur                               |
| Tandil              | Unión Tandilense de Rugby                            |
| Tucumán             | Unión de Rugby de Tucumán                            |

## Eliminatorias
Se disputaron dos encuentros eliminatorios para definir la clasificación a las Zona 1 y 3.

### Eliminatoria Zona 1
| 4 de septiembre | Jujuy | 6 - 30  | Santiago del Estero | Jujuy,                                                    |                                                           |
|                 |       | Reporte |                     | Árbitro(s): Carlos Gómez Rincón (Unión de Rugby de Salta) | Árbitro(s): Carlos Gómez Rincón (Unión de Rugby de Salta) |

### Eliminatoria Zona 3
| 11 de septiembre | Sur | 12 - 6  | Tandil | Bahía Blanca,                                                   |                                                                 |
|                  |     | Reporte |        | Árbitro(s): Augusto Gaglierdi (Unión de Rugby de Mar del Plata) | Árbitro(s): Augusto Gaglierdi (Unión de Rugby de Mar del Plata) |

## Primera fase

### Zona 1
La Unión de Rugby de Tucumán actuó como sede de la Zona 1.
|  | Semifinales         | Semifinales         | Semifinales      |          |         | Final               | Final               | Final            |  |
|  | 18 de septiembre    | 18 de septiembre    | 18 de septiembre |          |         | 19 de septiembre    | 19 de septiembre    | 19 de septiembre |  |
|  |                     |                     |                  |          |         |                     |                     |                  |  |
|  |                     |                     |                  |          |         |                     |                     |                  |  |
|  | Tucumán             | Tucumán             | 73               |          |         |                     |                     |                  |  |
|  | Tucumán             | Tucumán             | 73               |          |         |                     |                     |                  |  |
|  | Santiago del Estero | Santiago del Estero | 4                |          |         |                     |                     |                  |  |
|  | Santiago del Estero | Santiago del Estero | 4                |          | Tucumán | Tucumán             | 51                  |                  |  |
|  |                     |                     |                  |          | Tucumán | Tucumán             | 51                  |                  |  |
|  |                     |                     | Nordeste         | Nordeste | 18      |                     |                     |                  |  |
|  | Salta               | Salta               | Nordeste         | Nordeste | 18      | 18                  |                     |                  |  |
|  | Salta               | Salta               |                  |          |         | 18                  |                     |                  |  |
|  | Nordeste            | Nordeste            | 22               |          |         | Tercer lugar        | Tercer lugar        | Tercer lugar     |  |
|  | Nordeste            | Nordeste            | 22               |          |         | Tercer lugar        | Tercer lugar        | Tercer lugar     |  |
|  |                     |                     |                  |          |         |                     |                     |                  |  |
|  |                     |                     |                  |          |         | Santiago del Estero | Santiago del Estero | 6                |  |
|  |                     |                     |                  |          |         | Santiago del Estero | Santiago del Estero | 6                |  |
|  |                     |                     |                  |          |         | Salta               | Salta               | 41               |  |
|  |                     |                     |                  |          |         | Salta               | Salta               | 41               |  |
|  |                     |                     |                  |          |         |                     |                     |                  |  |

| 18 de septiembre | Tucumán | 73 - 4  | Santiago del Estero | Tucumán,                                               |                                                        |
|                  |         | Reporte |                     | Árbitro(s): Oscar Dominicci (Unión Cordobesa de Rugby) | Árbitro(s): Oscar Dominicci (Unión Cordobesa de Rugby) |

| 18 de septiembre | Salta | 18 - 22 | Nordeste | Tucumán,                                           |                                                    |
|                  |       | Reporte |          | Árbitro(s): Jorge Niel (Unión de Rugby de Tucumán) | Árbitro(s): Jorge Niel (Unión de Rugby de Tucumán) |

| 19 de septiembre | Santiago del Estero | 6 - 41  | Salta | Tucumán,                                           |                                                    |
|                  |                     | Reporte |       | Árbitro(s): Jorge Niel (Unión de Rugby de Tucumán) | Árbitro(s): Jorge Niel (Unión de Rugby de Tucumán) |

| 19 de septiembre | Tucumán | 51- 18  | Nordeste | Tucumán,                                               |                                                        |
|                  |         | Reporte |          | Árbitro(s): Oscar Dominicci (Unión Cordobesa de Rugby) | Árbitro(s): Oscar Dominicci (Unión Cordobesa de Rugby) |

### Zona 2
La Unión de Rugby de Rosario actuó como sede de la Zona 2.
|  | Semifinales      | Semifinales      | Semifinales      |         |         | Final            | Final            | Final            |  |
|  | 18 de septiembre | 18 de septiembre | 18 de septiembre |         |         | 19 de septiembre | 19 de septiembre | 19 de septiembre |  |
|  |                  |                  |                  |         |         |                  |                  |                  |  |
|  |                  |                  |                  |         |         |                  |                  |                  |  |
|  | Rosario          | Rosario          | 80               |         |         |                  |                  |                  |  |
|  | Rosario          | Rosario          | 80               |         |         |                  |                  |                  |  |
|  | Misiones         | Misiones         | 0                |         |         |                  |                  |                  |  |
|  | Misiones         | Misiones         | 0                |         | Rosario | Rosario          | 25               |                  |  |
|  |                  |                  |                  |         | Rosario | Rosario          | 25               |                  |  |
|  |                  |                  | Córdoba          | Córdoba | 14      |                  |                  |                  |  |
|  | Santa Fe         | Santa Fe         | Córdoba          | Córdoba | 14      | 3                |                  |                  |  |
|  | Santa Fe         | Santa Fe         |                  |         |         | 3                |                  |                  |  |
|  | Córdoba          | Córdoba          | 46               |         |         | Tercer lugar     | Tercer lugar     | Tercer lugar     |  |
|  | Córdoba          | Córdoba          | 46               |         |         | Tercer lugar     | Tercer lugar     | Tercer lugar     |  |
|  |                  |                  |                  |         |         |                  |                  |                  |  |
|  |                  |                  |                  |         |         | Misiones         | Misiones         | 12               |  |
|  |                  |                  |                  |         |         | Misiones         | Misiones         | 12               |  |
|  |                  |                  |                  |         |         | Santa Fe         | Santa Fe         | 56               |  |
|  |                  |                  |                  |         |         | Santa Fe         | Santa Fe         | 56               |  |
|  |                  |                  |                  |         |         |                  |                  |                  |  |

| 18 de septiembre | Rosario | 80 - 0  | Misiones | Rosario,                                |                                         |
|                  |         | Reporte |          | Árbitro(s): José María Cabanas (U.A.R.) | Árbitro(s): José María Cabanas (U.A.R.) |

| 18 de septiembre | Santa Fe | 3 - 46  | Córdoba | Rosario,                                               |                                                        |
|                  |          | Reporte |         | Árbitro(s): Alberto Macchi (Unión de Rugby de Rosario) | Árbitro(s): Alberto Macchi (Unión de Rugby de Rosario) |

| 19 de septiembre | Misiones | 12 - 56 | Santa Fe | Rosario,                                               |                                                        |
|                  |          | Reporte |          | Árbitro(s): Alberto Macchi (Unión de Rugby de Rosario) | Árbitro(s): Alberto Macchi (Unión de Rugby de Rosario) |

| 19 de septiembre | Rosario | 25 - 14 | Córdoba | Rosario,                                |                                         |
|                  |         | Reporte |         | Árbitro(s): José María Cabanas (U.A.R.) | Árbitro(s): José María Cabanas (U.A.R.) |

### Zona 3
La Unión de Rugby de Mar del Plata actuó como sede de la Zona 3.
|  | Semifinales      | Semifinales      | Semifinales      |      |               | Final            | Final            | Final            |  |
|  | 18 de septiembre | 18 de septiembre | 18 de septiembre |      |               | 19 de septiembre | 19 de septiembre | 19 de septiembre |  |
|  |                  |                  |                  |      |               |                  |                  |                  |  |
|  |                  |                  |                  |      |               |                  |                  |                  |  |
|  | Mar del Plata    | Mar del Plata    | 27               |      |               |                  |                  |                  |  |
|  | Mar del Plata    | Mar del Plata    | 27               |      |               |                  |                  |                  |  |
|  | Entre Ríos       | Entre Ríos       | 6                |      |               |                  |                  |                  |  |
|  | Entre Ríos       | Entre Ríos       | 6                |      | Mar del Plata | Mar del Plata    | 9                |                  |  |
|  |                  |                  |                  |      | Mar del Plata | Mar del Plata    | 9                |                  |  |
|  |                  |                  | Cuyo             | Cuyo | 6             |                  |                  |                  |  |
|  | Cuyo             | Cuyo             | Cuyo             | Cuyo | 6             | 19               |                  |                  |  |
|  | Cuyo             | Cuyo             |                  |      |               | 19               |                  |                  |  |
|  | Sur              | Sur              | 4                |      |               | Tercer lugar     | Tercer lugar     | Tercer lugar     |  |
|  | Sur              | Sur              | 4                |      |               | Tercer lugar     | Tercer lugar     | Tercer lugar     |  |
|  |                  |                  |                  |      |               |                  |                  |                  |  |
|  |                  |                  |                  |      |               | Entre Ríos       | Entre Ríos       | 6                |  |
|  |                  |                  |                  |      |               | Entre Ríos       | Entre Ríos       | 6                |  |
|  |                  |                  |                  |      |               | Sur              | Sur              | 15               |  |
|  |                  |                  |                  |      |               | Sur              | Sur              | 15               |  |
|  |                  |                  |                  |      |               |                  |                  |                  |  |

| 18 de septiembre | Mar del Plata | 27 - 6  | Entre Ríos | Mar del Plata,                        |                                       |
|                  |               | Reporte |            | Árbitro(s): Carlos M. Sutton (U.A.R.) | Árbitro(s): Carlos M. Sutton (U.A.R.) |

| 18 de septiembre | Cuyo | 19 - 4  | Sur | Mar del Plata,                                                |                                                               |
|                  |      | Reporte |     | Árbitro(s): José L. Marenco (Unión de Rugby de Mar del Plata) | Árbitro(s): José L. Marenco (Unión de Rugby de Mar del Plata) |

| 19 de septiembre | Entre Ríos | 6 - 15  | Sur | Mar del Plata,                                                |                                                               |
|                  |            | Reporte |     | Árbitro(s): José L. Marenco (Unión de Rugby de Mar del Plata) | Árbitro(s): José L. Marenco (Unión de Rugby de Mar del Plata) |

| 19 de septiembre | Mar del Plata | 9 - 6   | Cuyo | Mar del Plata,                        |                                       |
|                  |               | Reporte |      | Árbitro(s): Carlos M. Sutton (U.A.R.) | Árbitro(s): Carlos M. Sutton (U.A.R.) |

### Zona 4
La Unión de Rugby del Alto Valle de Río Negro y Neuquén actuó como sede de la Zona 4, con los encuentros disputándose en Río Negro.
|  | Semifinales  | Semifinales  | Semifinales  |              |            | Final      | Final      | Final      |  |
|  | 23 de mayo   | 23 de mayo   | 23 de mayo   |              |            | 25 de mayo | 25 de mayo | 25 de mayo |  |
|  |              |              |              |              |            |            |            |            |  |
|  |              |              |              |              |            |            |            |            |  |
|  | Alto Valle   | Alto Valle   | 67           |              |            |            |            |            |  |
|  | Alto Valle   | Alto Valle   | 67           |              |            |            |            |            |  |
|  | Austral      | Austral      | 0            |              |            |            |            |            |  |
|  | Austral      | Austral      | 0            |              | Alto Valle | Alto Valle | 0          |            |  |
|  |              |              |              |              | Alto Valle | Alto Valle | 0          |            |  |
|  |              |              | Buenos Aires | Buenos Aires | 100        |            |            |            |  |
|  | Buenos Aires | Buenos Aires | Buenos Aires | Buenos Aires | 100        | 120        |            |            |  |
|  | Buenos Aires | Buenos Aires |              |              |            | 120        |            |            |  |
|  | Chubut       | Chubut       | 0            |              |            |            |            |            |  |
|  | Chubut       | Chubut       | 0            |              |            |            |            |            |  |
|  |              |              |              |              |            |            |            |            |  |

| 23 de mayo | Alto Valle | 67 - 0  | Austral | Río Negro,                                                   |                                                              |
|            |            | Reporte |         | Árbitro(s): Miguel Angel Peyrone (Unión de Rugby de Rosario) | Árbitro(s): Miguel Angel Peyrone (Unión de Rugby de Rosario) |

| 23 de mayo | Buenos Aires | 120 - 0 | Chubut | Río Negro,                                         |                                                    |
|            |              | Reporte |        | Árbitro(s): Hugo Giroleno (Unión de Rugby de Cuyo) | Árbitro(s): Hugo Giroleno (Unión de Rugby de Cuyo) |

| 25 de mayo | Alto Valle | 0 - 100 | Buenos Aires | Río Negro,                                                   |                                                              |
|            |            | Reporte |              | Árbitro(s): Miguel Ángel Peyrone (Unión de Rugby de Rosario) | Árbitro(s): Miguel Ángel Peyrone (Unión de Rugby de Rosario) |

## Eliminatoria interzonal
El encuentro interzonal clasificatorio para las semifinales del torneo enfrentó a los ganadores las zonas 3 y 4, la Unión de Rugby de  Mar del Plata y Buenos Aires.
| 25 de septiembre | Mar del Plata | 3 - 45  | Buenos Aires | Mar del Plata,                                |                                               |
|                  |               | Reporte |              | Árbitro(s): Carlos Romualdo Gregotti (U.A.R.) | Árbitro(s): Carlos Romualdo Gregotti (U.A.R.) |

## Fase final
La Unión Sanjuanina de Rugby clasificó directamente a semifinales por ser sede de las fases finales.
|  | Semifinales  | Semifinales  | Semifinales  |              |         | Final        | Final        | Final        |  |
|  | 1 de octubre | 1 de octubre | 1 de octubre |              |         | 2 de octubre | 2 de octubre | 2 de octubre |  |
|  |              |              |              |              |         |              |              |              |  |
|  |              |              |              |              |         |              |              |              |  |
|  | Tucumán      | Tucumán      | 25           |              |         |              |              |              |  |
|  | Tucumán      | Tucumán      | 25           |              |         |              |              |              |  |
|  | Rosario      | Rosario      | 15           |              |         |              |              |              |  |
|  | Rosario      | Rosario      | 15           |              | Tucumán | Tucumán      | 19           |              |  |
|  |              |              |              |              | Tucumán | Tucumán      | 19           |              |  |
|  |              |              | Buenos Aires | Buenos Aires | 59      |              |              |              |  |
|  | Buenos Aires | Buenos Aires | Buenos Aires | Buenos Aires | 59      | 77           |              |              |  |
|  | Buenos Aires | Buenos Aires |              |              |         | 77           |              |              |  |
|  | San Juan     | San Juan     | 3            |              |         | Tercer lugar | Tercer lugar | Tercer lugar |  |
|  | San Juan     | San Juan     | 3            |              |         | Tercer lugar | Tercer lugar | Tercer lugar |  |
|  |              |              |              |              |         |              |              |              |  |
|  |              |              |              |              |         | Rosario      | Rosario      | 36           |  |
|  |              |              |              |              |         | Rosario      | Rosario      | 36           |  |
|  |              |              |              |              |         | San Juan     | San Juan     | 9            |  |
|  |              |              |              |              |         | San Juan     | San Juan     | 9            |  |
|  |              |              |              |              |         |              |              |              |  |

### Semifinales
| 1 de octubre | Tucumán | 25 - 15 | Rosario | San Juan,                           |                                     |
|              |         | Reporte |         | Árbitro(s): Edmundo Aguiar (U.A.R.) | Árbitro(s): Edmundo Aguiar (U.A.R.) |

| 1 de octubre | Buenos Aires | 77 - 3  | San Juan | San Juan,                                                  |                                                            |
|              |              | Reporte |          | Árbitro(s): Alejandro Gaspari (Unión Santafesina de Rugby) | Árbitro(s): Alejandro Gaspari (Unión Santafesina de Rugby) |

### Tercer puesto
| 2 de octubre | Rosario | 36 - 9  | San Juan | San Juan,                                                  |                                                            |
|              |         | Reporte |          | Árbitro(s): Alejandro Gaspari (Unión Santafesina de Rugby) | Árbitro(s): Alejandro Gaspari (Unión Santafesina de Rugby) |

### Final
| 2 de octubre | Tucumán | 19 - 59 | Buenos Aires | San Juan,                           |                                     |
|              |         | Reporte |              | Árbitro(s): Edmundo Aguiar (U.A.R.) | Árbitro(s): Edmundo Aguiar (U.A.R.) |

|                      |
| Buenos Aires Campeón |
| Vigésimo título      |